# Spilococcus corsicus
Spilococcus corsicus är en insektsart som först beskrevs av Alfred Serge Balachowsky 1933.  Spilococcus corsicus ingår i släktet Spilococcus och familjen ullsköldlöss. Inga underarter finns listade i Catalogue of Life.